# 康格阿耶姆帕拉耶姆
康格阿耶姆帕拉耶姆（Kangayampalayam），是印度泰米尔纳德邦Coimbatore县的一个城镇。总人口3845（2001年）。

## 人口
该地2001年总人口3845人，其中男性1968人，女性1877人；0—6岁人口263人，其中男143人，女120人；识字率72.22%，其中男性为79.93%，女性为64.14%。